# Рейдовий пал

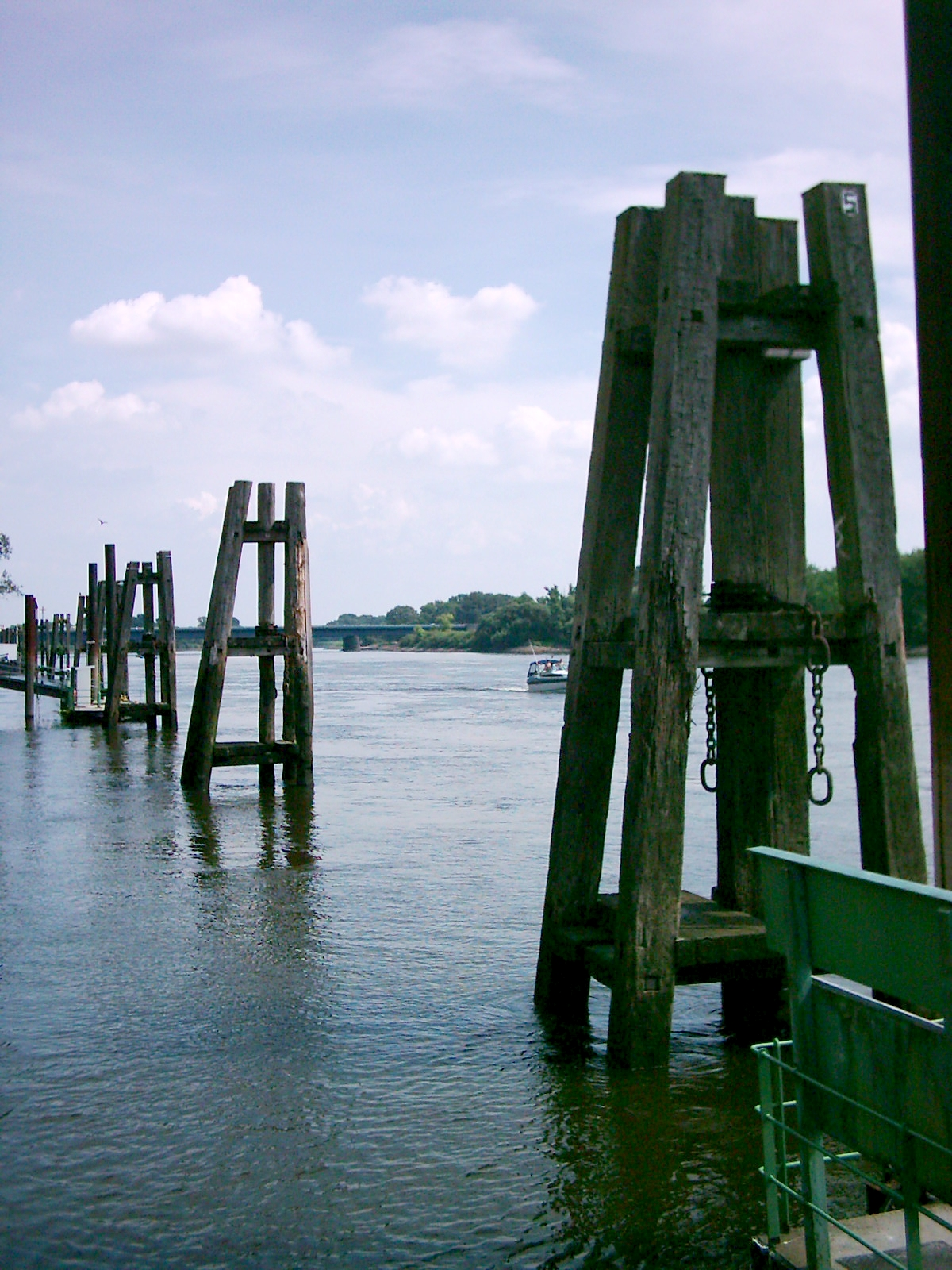
Дерев'яні фарватерні знаки в Німеччині

Рейдовий пал, рейдова чальни́ця — пал, розташований на відстані від берега. Використовується для обладнання рейдових причалів (швартування і захисту причальних споруд), а також для вказання фарватеру. Спочатку такі пристрої виготовляли із загострених колод, які забивали у дно водоймищ і стягували над водою залізними обручами або прибивали дошками.

## Етимологія

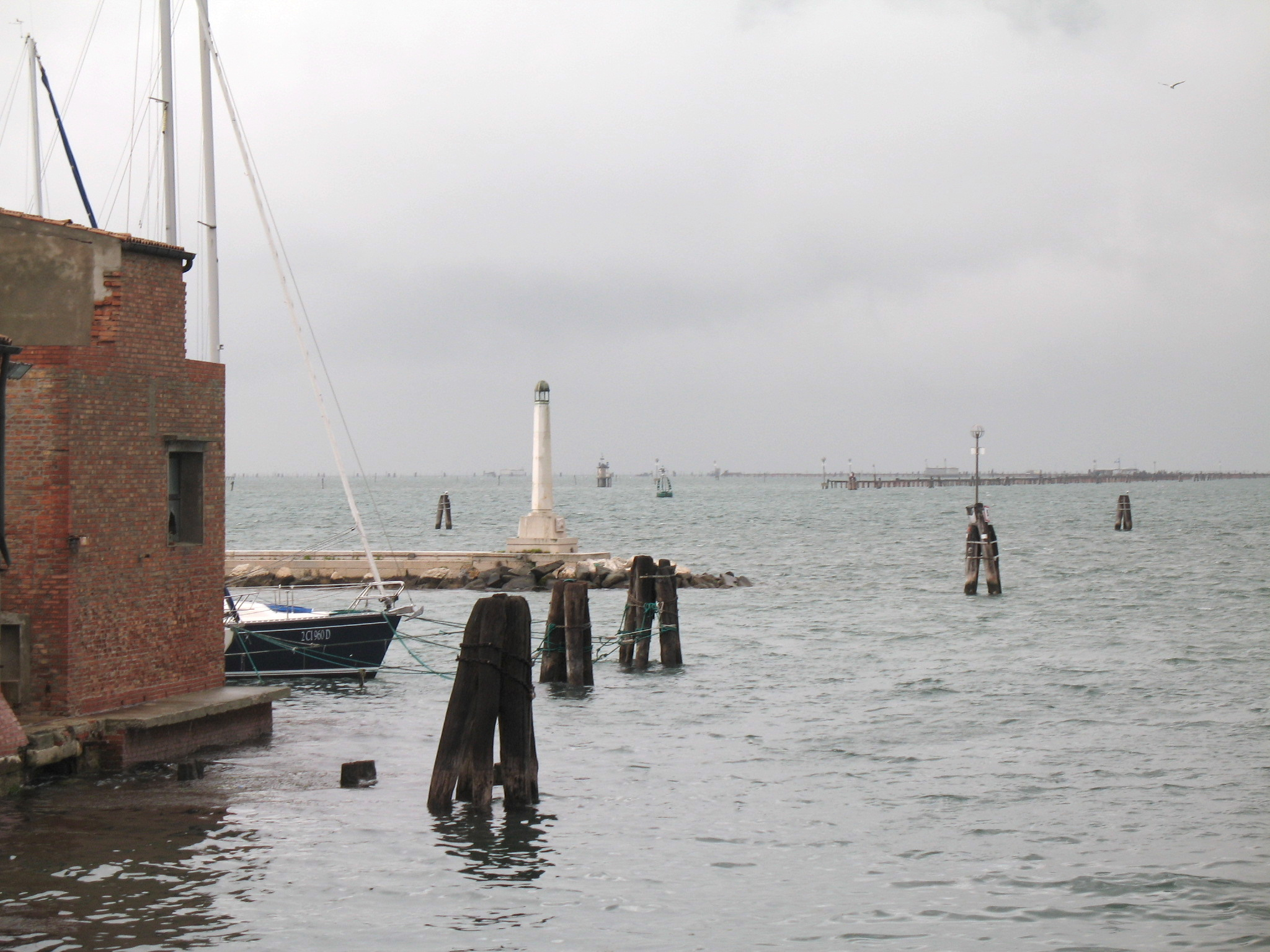
Bricole на причалах Кіоджі, головного центра рибної ловлі у Венеційській лагуні

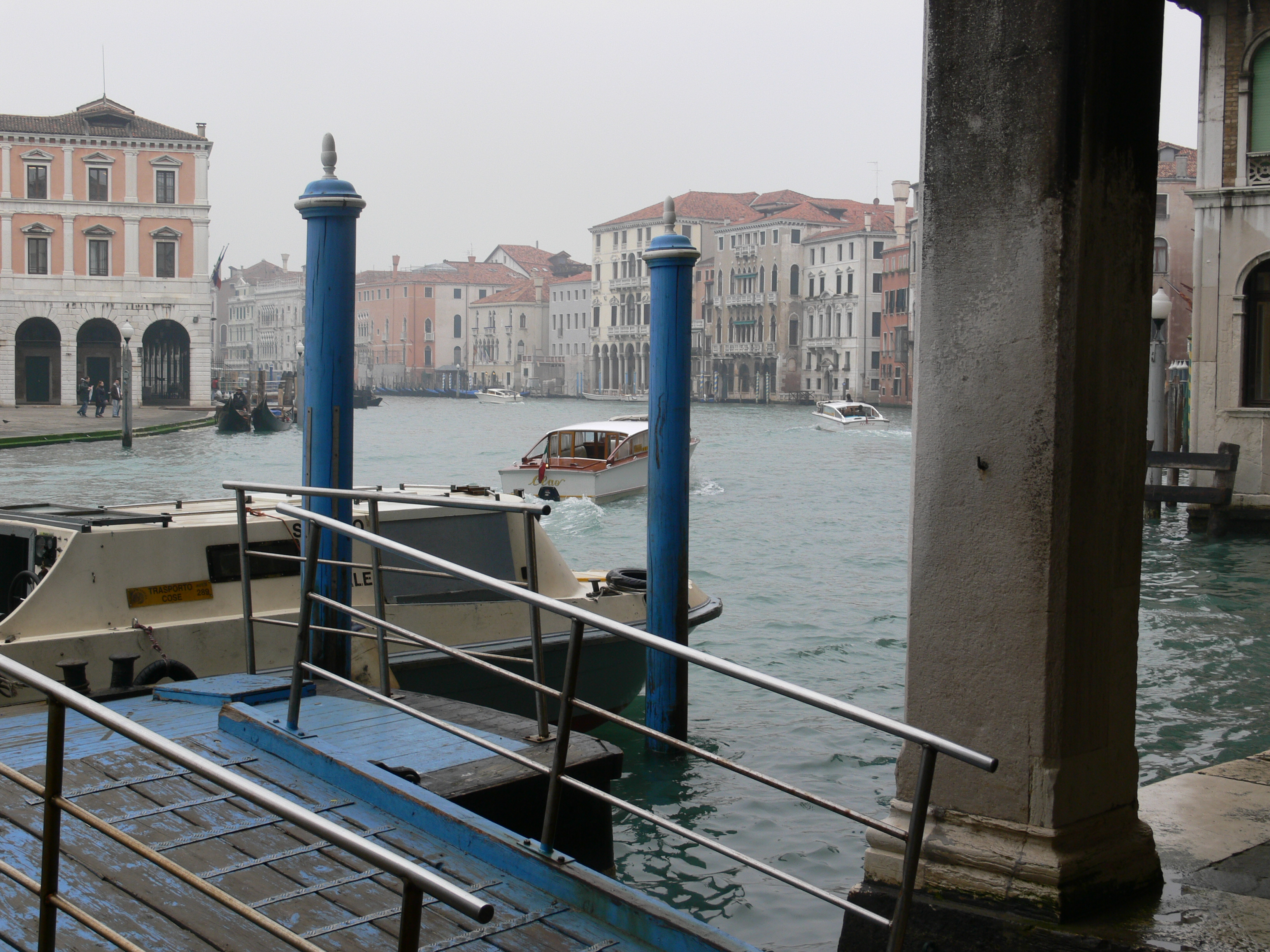
Причальні пали (paline) у Венеції

У морській лексиці багатьох європейських мов щодо рейдових палів вживається термін дальба (нід. dükdalven, фр. duc-d'Albe, нім. Dälben, пол. dalba). Це слово походить від імені Фердинанда Альвареса де Толедо (1507—1582), третього герцога Альба (Duc d'Albe), який ніби пришвартував свого човна до стовпів під час перебування в Португалії.
Водночас голландську назву dükdalven стали вживати у XVI столітті. Під час Нідерландської революції (1568–1648) в порту Брілле, що в Нідерландах, моряки з вигуками: «герцог Альба» перетворили рутинне накидання швартових на причальні палі на розвагу уявного затягування зашморгу на шиї ненависного їм іспанського герцога, тиранічного правителя Фландрії у 1567–1573, ката своєї країни. Згодом слово dükdalven перетворилось на морський термін.

## Регіональні особливості

### Парі у Дністровському лимані
Слово укр. пар (мн. па́рі) означає кіл, забитий у дно лиману для тримання човна на місці під час рибальства двома неводами. Таких колів біля кожного човна по два. Слово пар пов'язане зі словом пара (два однорідні предмети) і з'явилось на позначення одного предмета з двох парних.
У дно Дністровського лиману українські рибалки забивали дерев'яні па́рі, за які брундуком (канатом) кантучили (прив'язували) човен під час риболовлі розпорним неводом, який тягнуть не до берега, а на човни. Один пакіл розташовувався біля чордака (носової частини човна), інший — біля корми. Рибалка, який забивав парі, називався па́рчиком.

### Бриколи у Венеційській лагуні

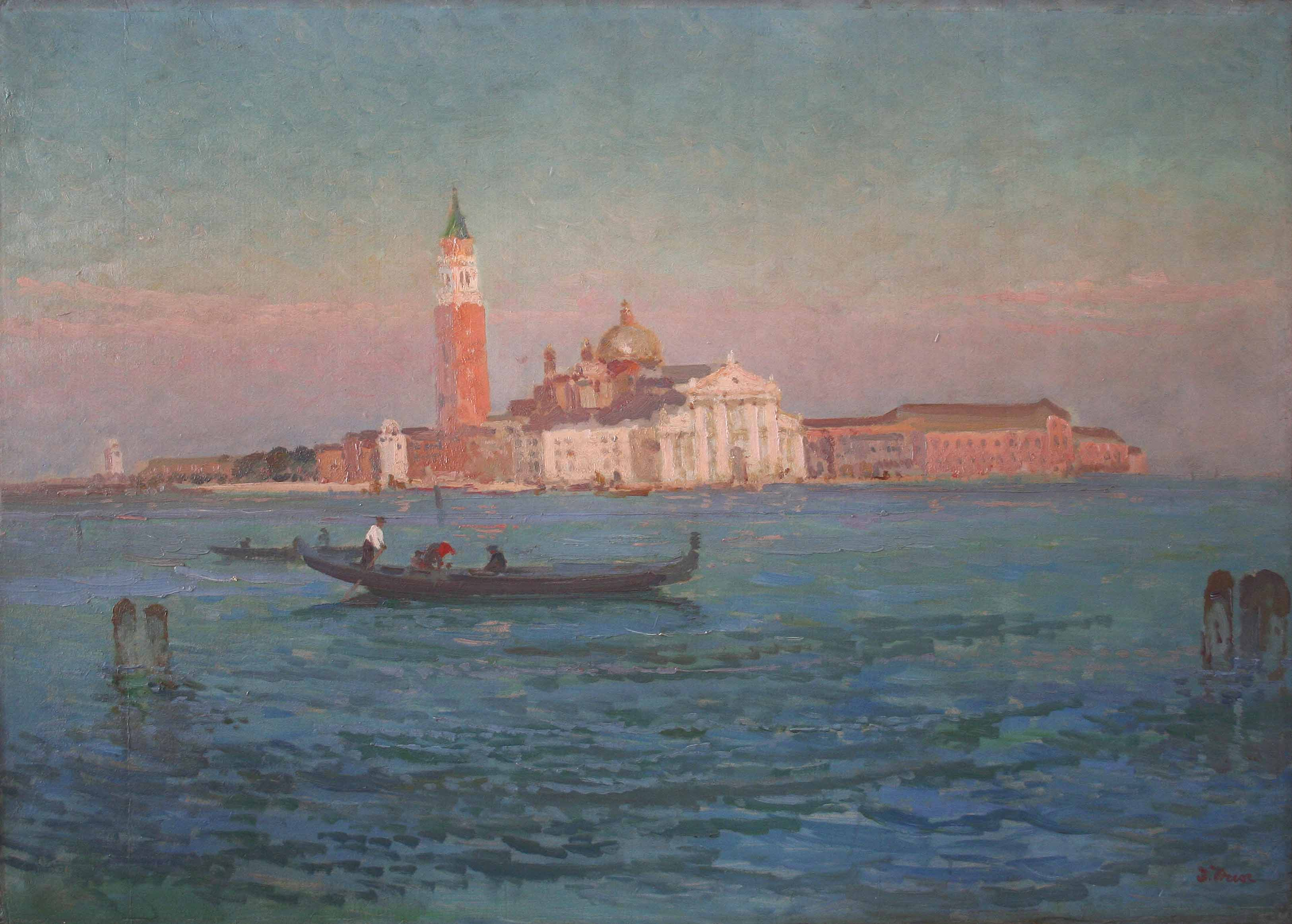
Створи на картині І.Труша. Венеція, 1908

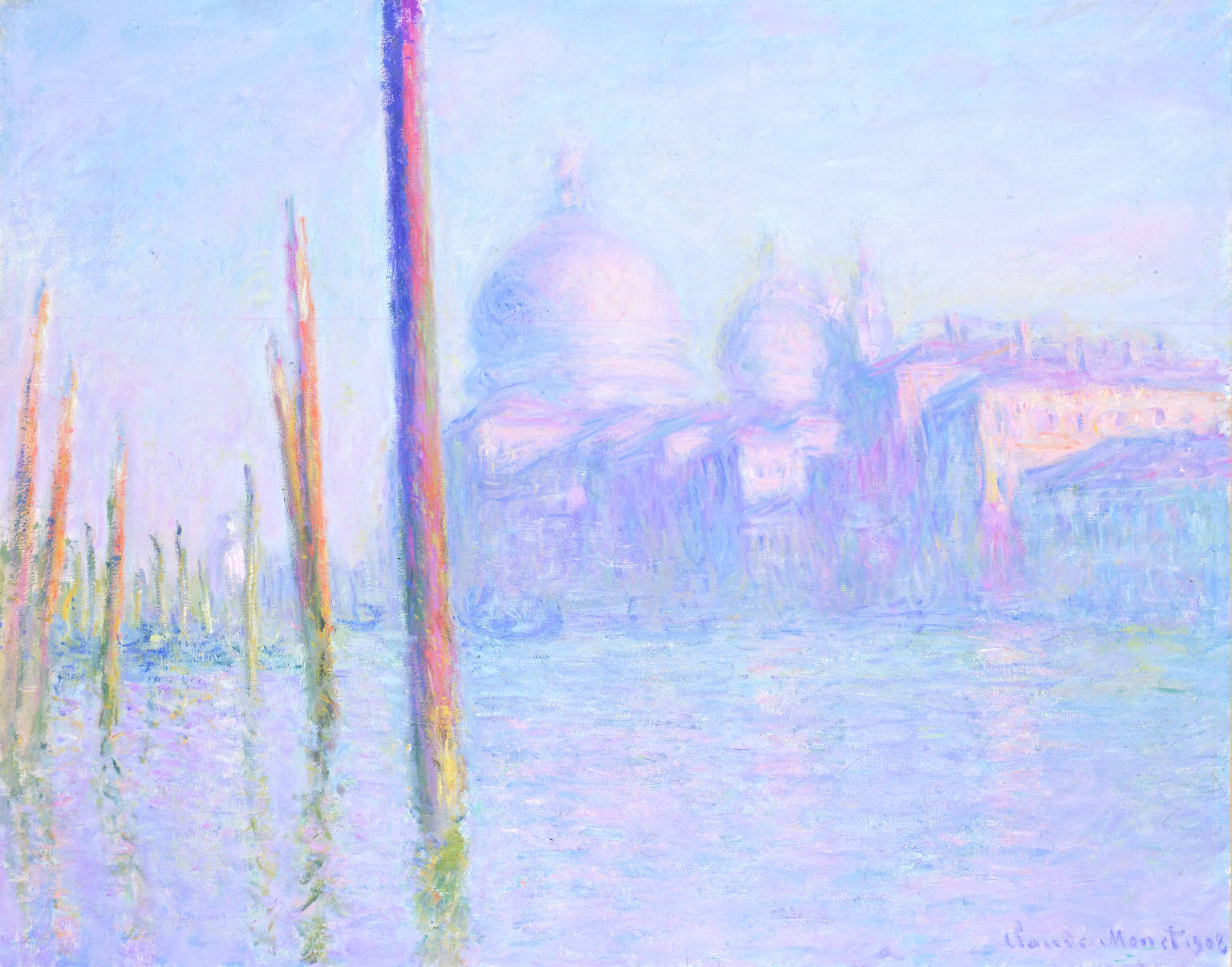
Чальниці на картині К.Моне. Ґранд-канал, 1908

У Венеційській лагуні зв'язані і вбиті в дно пали називаються «бриколами» (вен. bricoła італ. bricola/briccola). Призначені для маркування судноплавних каналів. На кожну bricola нанесені цифри і літери, які потрібні в разі туману для визначення місцеперебування. На початку і в кінці кожного каналу є чальниця (італ. dama) з високою палею посередині і прикріпленою табличкою зеленого або червоного кольору, що вказує, в якому напрямку плисти.
Існують також рейдові чальниці з однієї палі (meda), трьох (mazzetto), п'яти (ceppo), з десятка (damona).
У самій Венеції різновидом бриколи є «паліна» (palina). На відміну від bricola вони створені з однієї колоди для тимчасового або постійного швартування. Палі меншої товщини використовуються для швартування човнів біля берегів каналів, а палі більшої товщини — у відкритій лагуні.
У добу Венеційської республіки існувала посада спеціального чиновника, який контролював стан причальних паль. Колоди з неякісної деревини швидко гнили і перетворювали канали на твань (вен. Palo fa palù — «була колода — стало болото»), що негативно впливало на санітарну ситуацію у Венеції.

## Галерея

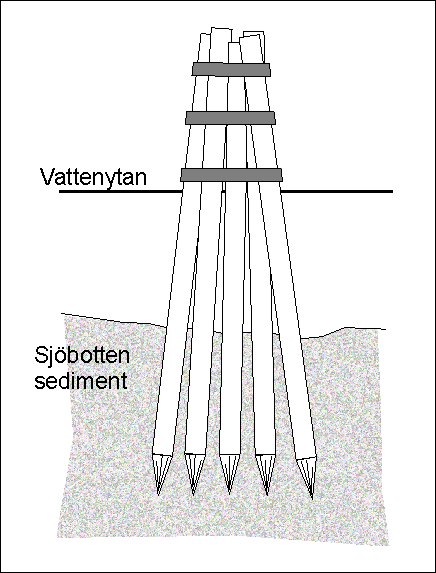
Рейдовий пал класичної конструкції.
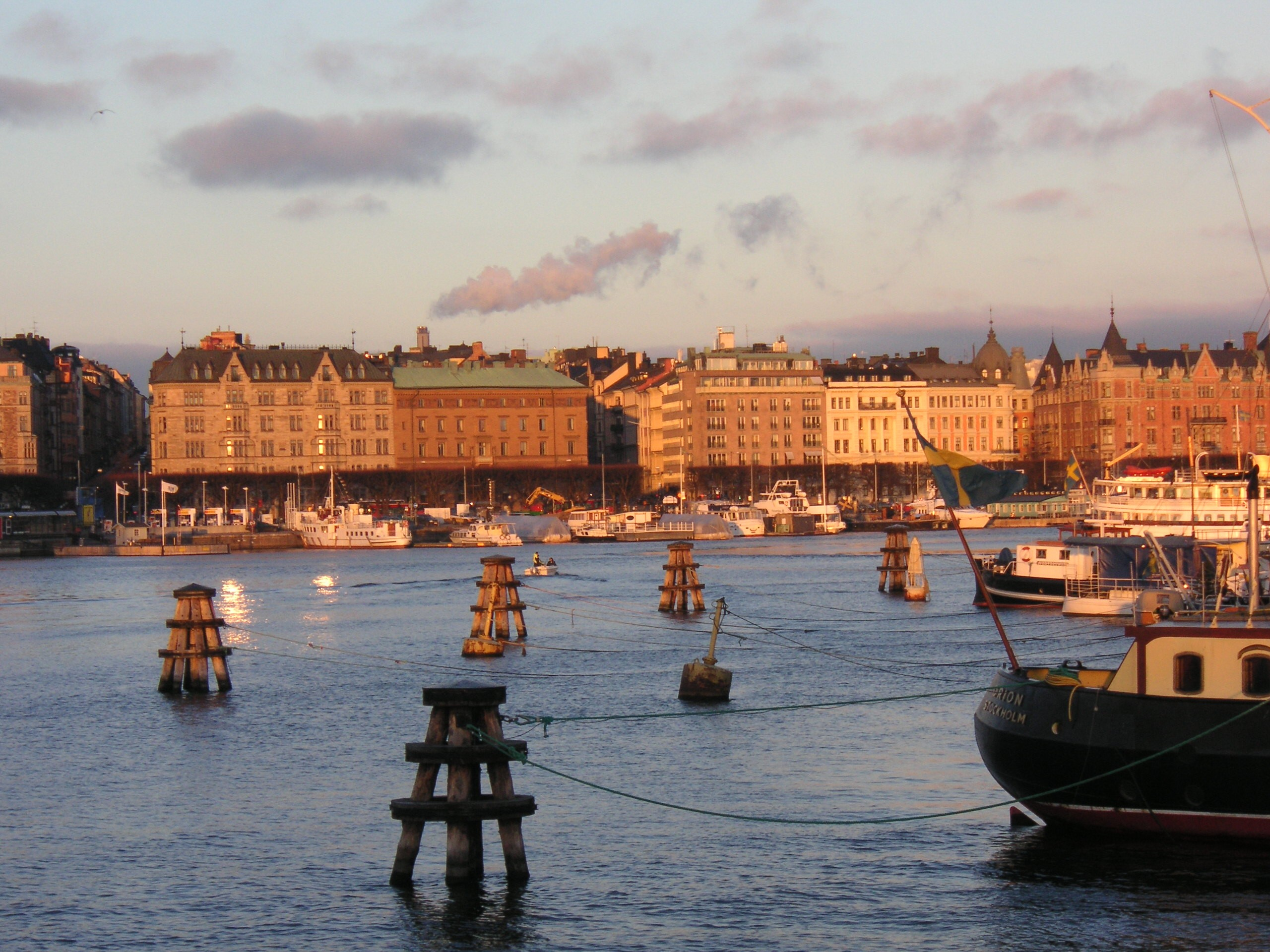
Рейдовий пал у Нибровікен[en] біля Шеппсгольмена[en] в Стокгольмі
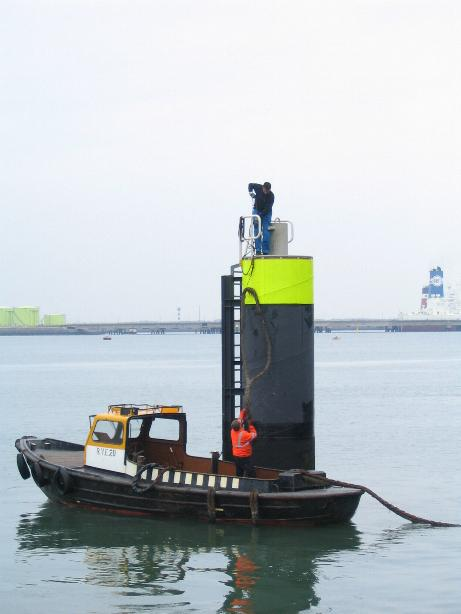
Човен пришвартований до рейдової чальниці у Роттердамі.
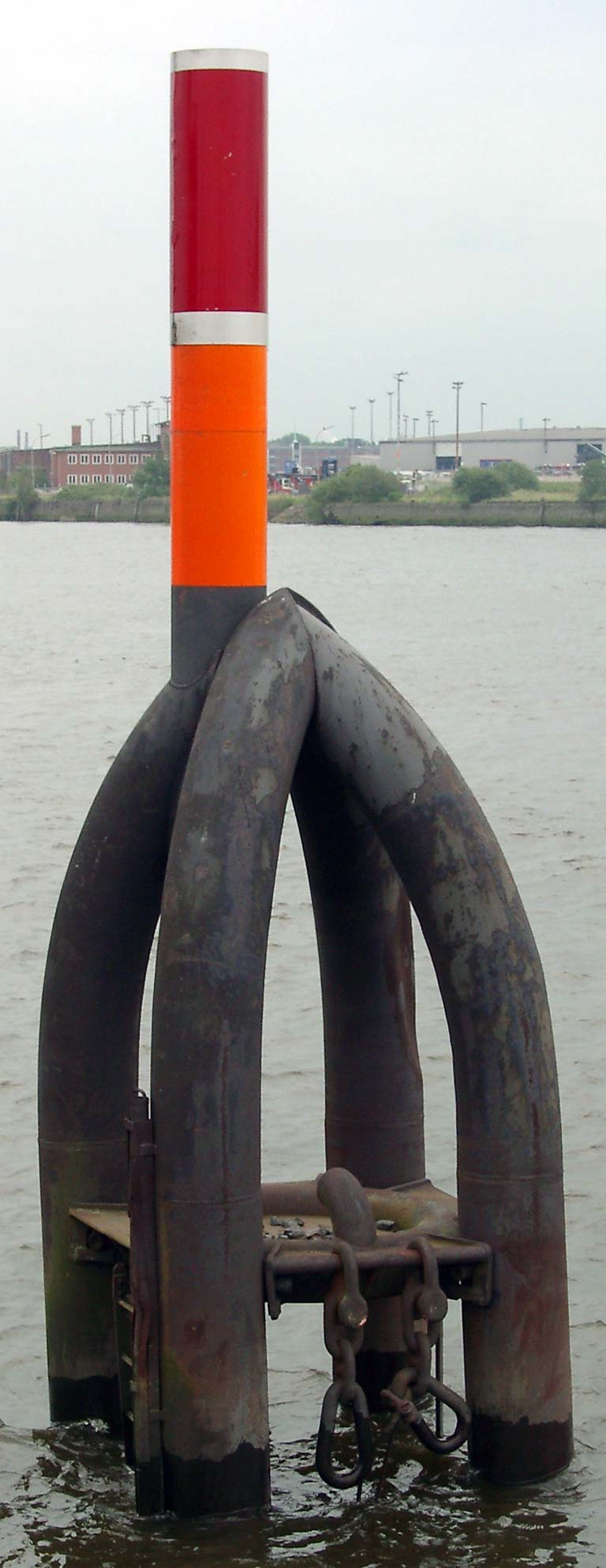
Сучасна сталева рейдова чальниця в Гамбурзі.
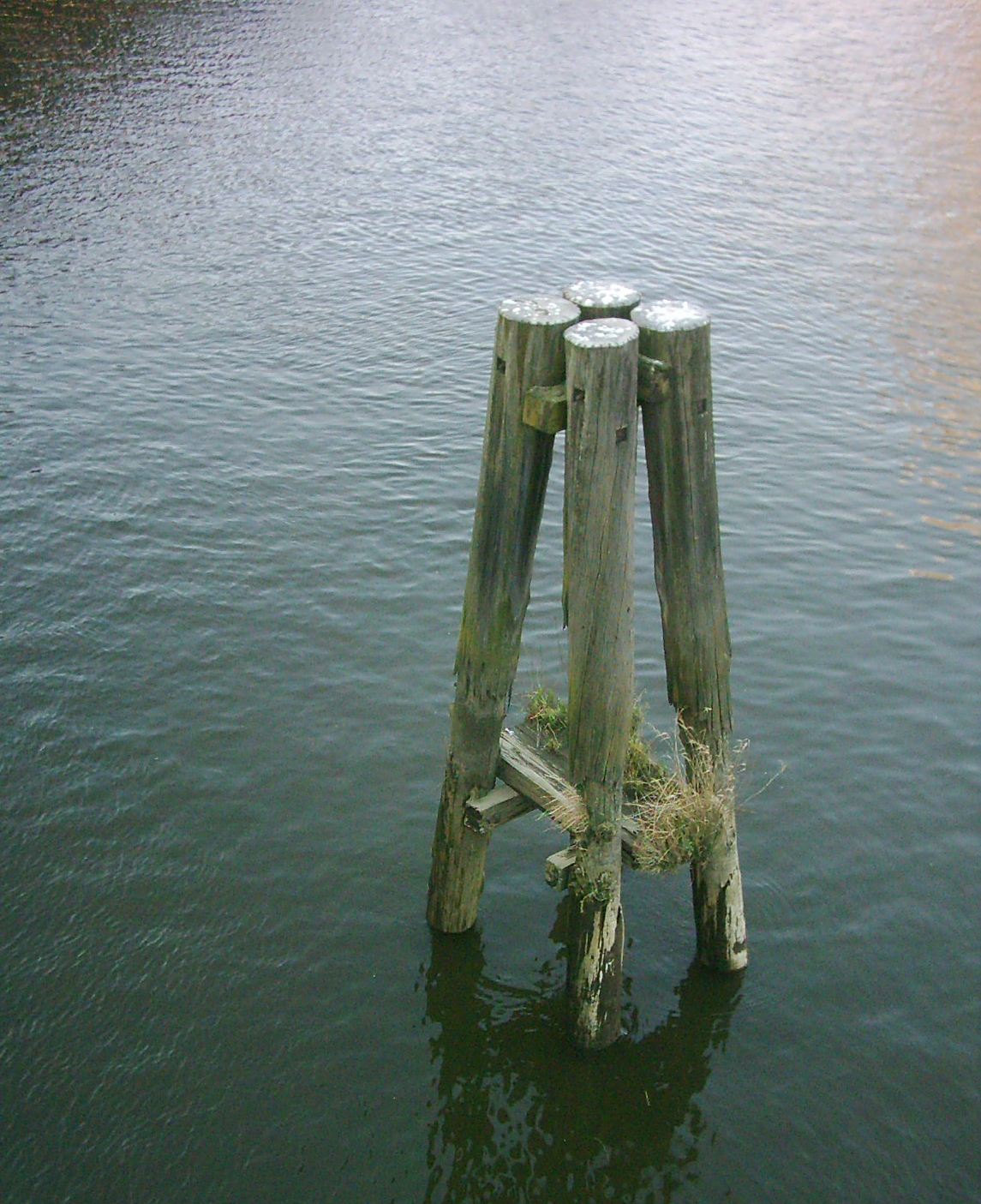
Рейдова чальниця в Гамбурзі (Oberhafenkanal).
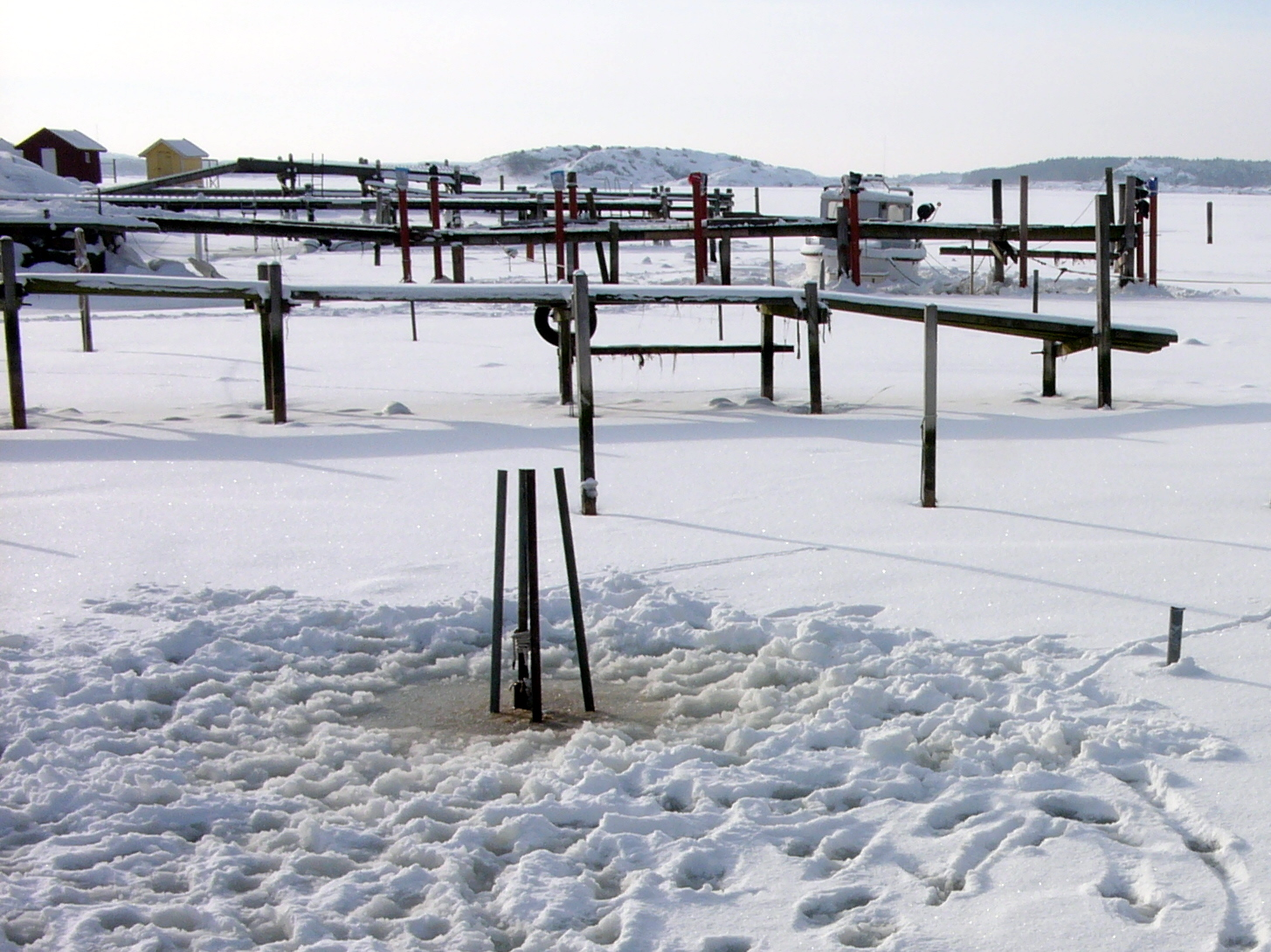
Чальниця в затоці Саро[en].
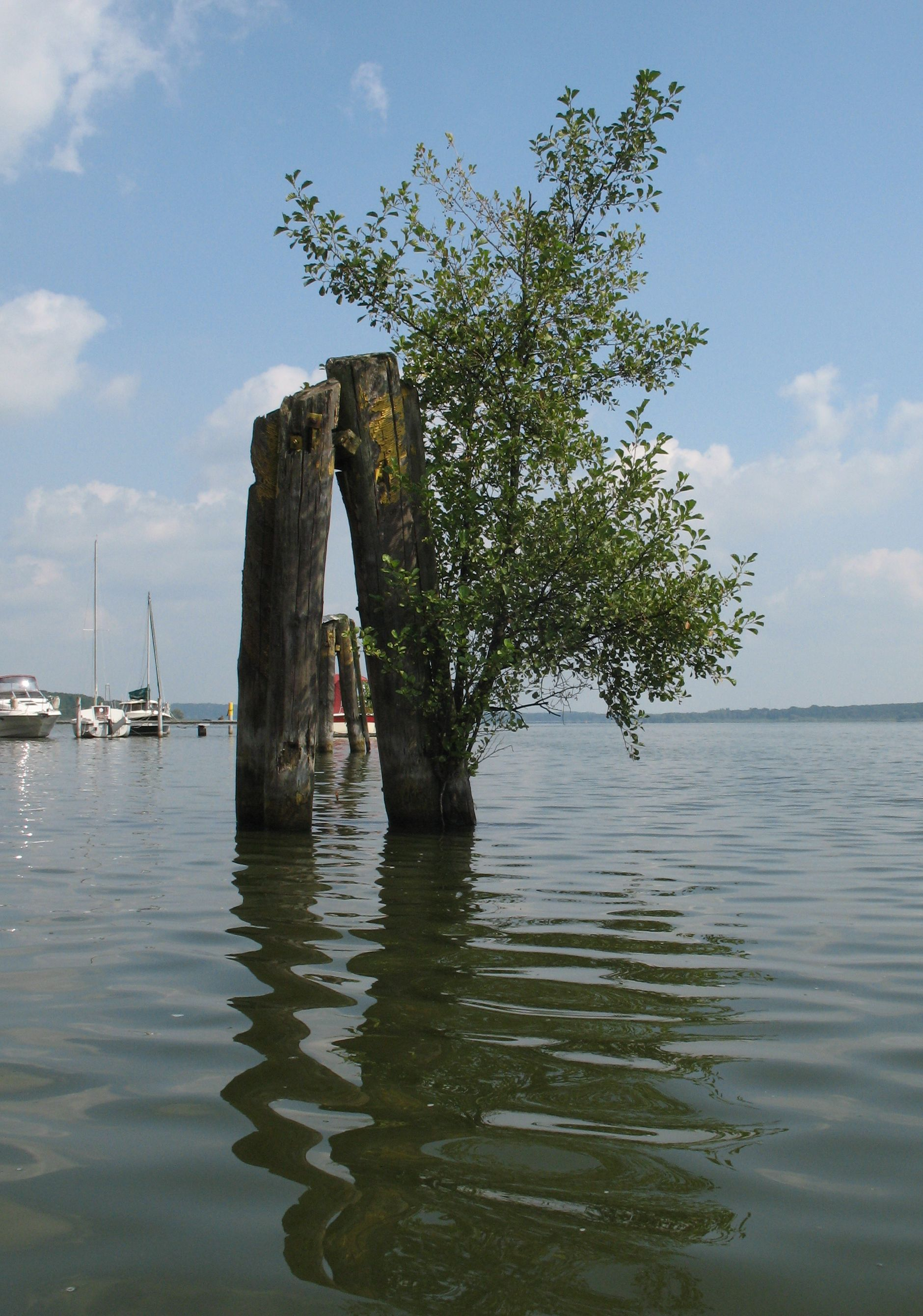
Рейдова чальниця в Швіловзе[en].